# Remus Pricopie
Remus Pricopie (né le 22 janvier 1970 à Ceahlău) est un éducateur et un homme politique roumain, membre du Parti social-démocrate (PSD).
Il est ministre de l'Éducation dans les gouvernements Ponta II et dans III.
Il a étudié en faculté de chimie à l'université de Bucarest en 1990 et en étant diplômé en 1995. Il détient également un doctorat en sciences politiques obtenu en 2005.